# Семиколенных, Александр Николаевич

Александр Николаевич Семиколенных (род. 16 июня 1945) — советский и российский государственный деятель.

## Биография
Родился 16 июня 1945 года в Москве.
Окончил Московский энергетический институт по специальности «Математические и счетно-решающие приборы и устройства» (1969) и Академию народного хозяйства при Совете Министров СССР по специальности «Экономист» (1990).
С 1972 по 1986 год работал в НИИ «Восход», ВНИИ экономики минерального сырья и геологоразведочных работ, производственном объединении «ЦентрЭВМкомплекс».
В 1986—1991 годах — заместитель начальника, начальник главного управления Государственного комитета СССР по вычислительной технике и информатике.
В 1991—1992 годах — заместитель председателя правления Государственной ассоциации по информационным технологиям, программным средствам, обслуживанию средств и систем информатики и вычислительной техники.
В 1992—1993 годах — генеральный директор АООТ «Московское производственное объединение вычислительной техники и информатики».
С 1993 по 1996 год работал в Контрольном управлении президента РФ:
- в 1996—2000 годах — заместитель начальника управления — начальник отдела, начальник управления инспектирования федеральных органов исполнительной власти Главного контрольного управления президента РФ;
- с 2000 по 2001 год — заместитель начальника главного управления — начальник управления инспектирования федеральных органов исполнительной власти Главного контрольного управления президента РФ.

31 января 2001 года на заседании Совета Федерации Александр Семиколенных был назначен заместителем председателя Счетной палаты Российской Федерации. В июне 2010 истек его срок полномочий на посту зампреда Счетной палаты.
Автор многих публикаций на темы аудита, финансового контроля, общеэкономических вопросов; также автор 5 патентов в области программной и вычислительной техники.

## Заслуги
- Награждён орденом «За заслуги перед Отечеством» VI степени (2005) и медалями «В память 850-летия Москвы» (1997), ордена «За заслуги перед Отечеством» II степени (2000), «В память 300-летия Санкт-Петербурга» (2003).
- Удостоен знака «Почетный радист СССР» (1989) и почетного звания «Заслуженный экономист Российской Федерации» (2010).